# Чинто-Еуганео
Чинто-Еуганео, Чинто-Еуґанео (італ. Cinto Euganeo, вен. Xinto Euganeo) — муніципалітет в Італії, у регіоні Венето, провінція Падуя.
Чинто-Еуганео розташоване на відстані близько 390 км на північ від Рима, 55 км на захід від Венеції, 22 км на південний захід від Падуї.
Населення — 2010 осіб (2014).

## Демографія
Населення за роками:

Станом на 1 січня 2023 року в муніципалітеті офіційно проживало 58 іноземців з 18 країн, серед них 28 громадян країн Євросоюзу та 7 громадян України.

## Сусідні муніципалітети
- Баоне
- Гальциньяно-Терме
- Лоццо-Атестіно
- Во'